# Plavž
Plavž ali Visoka peč je industrijska talilna peč za pridobivanje surovega železa (grodlja) iz oksidnih rud z redukcijo in taljenjem na visoki temperaturi.
Plavž je visok tudi do 40 m in ima obliko cevastega jaška, ki se proti spodnji tretjini stožčasto širi, nato pa ponovno oži. Notranja stran je obložena z ognjevzdržno opeko (šamot), ki vzdrži zelo visoke temperature, zunanja stran pa je obdana z jeklenim oklepom, ki nosi plavž in notranjo vsebino (vsutje), hkrati pa omogoča da se zunanja stran hladi z vodo.
Plavž ima talilnik, sedlo, trebuh, jašek in žrelo. V talilnik segajo pihalice, skozi katere se vpihuje na 900 do 1400 °C segret zrak, ki potuje navzgor po plavžu in vžge vsip, razkroji pare in ogljikovodike. Zgorevalni prostor v talilniku je visok od 1,5 do 2 metra in tvori neprekinjen zgorevni proces. Pred pihalicami je v talilniku temperatura od 1600 do 2000 °C. Železo in žlindra se nabirata v dnu talilnika, izpuščata pa se skozi prebode v dnu talilnika v presledkih, ki trajajo nekaj ur.
Raztaljeno surovo železo teče iz talilnika v posebno posodo, ki jo nato transportirajo v jeklarno v nadaljnjo predelavo.
Sedlo se od talilnika navzgor razširja proti trebuhu, ki ima za okoli 12 % večji premer kot talilnik. Na vrhu plavža je žrelo z žrelno zaporo, ki omogoča enakomirno razdelitev vsipa - rude, dodatkov in goriva (koksa), ki ga v plasteh vsipajo v zaporednih slojih v jašek plavža.
Plavž obratuje neprekinjeno in na dan proizvede, odvisno od velikosti, od nekaj tisoč, do več desettisoč ton grodlja. Za 1000 ton pridobljenega grodlja se porabi od 700 do 1000 ton koksa, 1700 do 2000 ton rude, 600 ton dodatkov (npr. apnenec), do 4000 ton zraka in okoli 30.000 ton tehnološke vode za hlajenje in izpiranje. Po drugi strani pa plavž proizvede še okoli 800 ton odpadkov (žlindra in prah), ter okoli 6000 ton plavžnega plina.  Plin, ki izhaja na vrhu plavža je tako imenovani plavžni plin. Temperatura plina pri izhodu iz plavža je od 150 do 300 °C in se uporablja za segrevanje kavperjev.
PRIDOBIVANJE KOVIN
Napolnimo z rudo,koksom,in dodatki med gorjenjem se ruda tali vpihujemo vroč zrak izhajajo pa plini. 
Grodelj ki priteče iz plavža pridelajo v lito železo. Če lito železo dodatno obdelajo z dodajanjem kisika - oksidacija dobimo jeklo.
Postopek pridobivanje jekla imenujemo žilavljenje.